# Чемпионат СССР по хоккею с мячом 1954/1955
7-й чемпионат СССР по хоккею с мячом впервые проведён в виде двухкругового турнира. Матчи сильнейшего дивизиона чемпионата проходили в период с 17 декабря 1954 года по 13 марта 1955 года. Бо́льшая часть игр прошла в Москве, часть матчей состоялась в Архангельске, Иванове и подмосковном Калининграде. Чемпионом СССР стала команда ЦСК МО (Москва). В чемпионате сыграно 90 матчей, в них забито 404 мяча.
В конце февраля в Казани прошёл турнир в классе «Б». Победителем стал «Шахтёр» (Кемерово), завоевавший путёвку в класс сильнейших.
Впервые игроки команды, выигравшей чемпионат, получили золотые медали. Хоккеистам команд, занявших второе и третье места вручались серебряные и бронзовые жетоны. Кроме того, игрокам команд-призёров вручались дипломы первой, второй и третьей степени соответственно. Дипломами второй степени также были награждены хоккеисты кемеровского «Шахтёра».

## Регламент
В межсезонье была проведена серьёзная реорганизация первенства. Первая группа стала называться класс «А» и была расширена до 10 команд. Впервые всесоюзное первенство было проведено в виде двухкругового турнира. Худшая команда класса «А» выбывала в класс «Б».
Вторая группа была переименована в класс «Б» и расширена до 12 команд. Состав участников класса «Б» был сформирован по новому принципу. Сперва были проведены розыгрыши чемпионатов и кубков Москвы, Ленинграда и союзных республик, лучшие команды этих турниров по определённым квотам вошли в число участников класса «Б». На первом этапе 12 команд были разбиты на две подгруппы. В ходе однокругового турнира в каждой группе были определены по три лучшие команды, которые на втором этапе боролись за места с первого по шестое, и три худшие, разыгравшие места с седьмого по двенадцатое. Второй этап также был проведён в виде однокругового турнира.

## Участники
По итогам прошлого чемпионата первую группу должны были покинуть хабаровский ОДО и таллинский ДОФ. Однако в межсезонье было принято решение преобразовать формулу чемпионата, итогом чего стало переименование первой группы в класс «А» и увеличение числа его участников до 10 команд. В связи с этим дальневосточному и эстонскому клубам было предложено сохранить свои места в высшем дивизионе. В итоге хабаровские армейцы были оставлены в классе «А», а таллинский клуб вообще отказался от участия во всесоюзных первенствах. Пополнили класс «А» архангельский «Водник» и петрозаводская команда ОДО, занявшие во второй группе первое и второе место соответственно, и нижнетагильский «Металлург», финишировавший в ней четвёртым — после алма-атинского «Динамо».
Состав участников класса «Б» претерпел радикальные изменения: согласно новому Положению о соревнованиях, ни одна из команд второй группы, за исключением перешедших в класс «А», не получила права участвовать во всесоюзном первенстве. В число участников класса «Б» вошли команды, добившиеся успехов в соревнвованиях Москвы, Ленинграда и союзных республик зимой 1955 года, в том числе: пять лучших команд чемпионата РСФСР, две лучшие команды первенства Москвы (из числа не представленных в классе «А», чемпион Ленинграда, обладатели кубков Казахской, Карело-Финской, Латвийской и Украинской ССР. Количество участников было увеличено с 8 до 12.
| Команда              | Город        | Результат в прошлом сезоне               |
| -------------------- | ------------ | ---------------------------------------- |
| I группа             |              |                                          |
| ЦСК МО               | Москва       | 1 место в I группе                       |
| «Динамо»             | Москва       | 2 место в I группе                       |
| «Буревестник»        | Москва       | 3 место в I группе                       |
| «Торпедо»            | Красноярск   | 4 место в I группе                       |
| ОДО                  | Свердловск   | 5 место в I группе                       |
| «Энергия»            | Ленинград    | 6 место в I группе                       |
| ОДО                  | Хабаровск    | 7 место в I группе                       |
| «Водник»             | Архангельск  | 1 место в II группе                      |
| ОДО                  | Петрозаводск | 2 место в II группе                      |
| «Металлург»          | Нижний Тагил | 4 место в II группе                      |
| II группа            |              |                                          |
| «Шахтёр»             | Кемерово     | чемпион РСФСР 1955                       |
| «Урожай»             | Перово       | 2 место в первенстве РСФСР 1955          |
| «Динамо»             | Ульяновск    | 3 место в первенстве РСФСР 1955          |
| «Крылья Советов»     | Казань       | 4 место в первенстве РСФСР 1955          |
| «Авангард»           | Нижний Тагил | 5 место в первенстве РСФСР 1955          |
| «Шахтёр»             | Москва       | чемпионат Москвы 1955                    |
| «Крылья Советов»-III | Москва       | чемпионат Москвы 1955                    |
| «Энергия»-2          | Ленинград    | чемпион Ленинграда 1955                  |
| «Искра»              | Алма-Ата     | обладатель Кубка Казахской ССР 1955      |
| ОДО-2                | Петрозаводск | обладатель Кубка Карело-Финской ССР 1955 |
| ОДО                  | Рига         | обладатель Кубка Латвийской ССР 1955     |
| ДО                   | Винница      | обладатель Кубка Украинской ССР 1955     |

## Класс «А»
| М  | Команда                    | 1       | 2       | 3       | 4        | 5       | 6       | 7       | 8       | 9        | 10      | В  | Н | П  | Мячи  | О  |
| -- | -------------------------- | ------- | ------- | ------- | -------- | ------- | ------- | ------- | ------- | -------- | ------- | -- | - | -- | ----- | -- |
| 1  | ЦСК МО (Москва)            |         | 3:0 4:2 | 2:0 3:0 | 4:1 4:0  | 2:0 1:1 | 5:3 1:1 | 3:2 1:1 | 2:1 5:0 | 4:0 4:1  | 7:1 4:1 | 15 | 3 | 0  | 59-15 | 33 |
| 2  | ОДО (Свердловск)           | 0:3 2:4 |         | 0:0 4:1 | 0:3 4:2  | 1:0 6:1 | 3:3 3:2 | 2:2 4:3 | 4:2 2:2 | 0:0 5:1  | 7:0 6:1 | 10 | 5 | 3  | 53-30 | 25 |
| 3  | ОДО (Хабаровск)            | 0:2 0:3 | 0:0 1:4 |         | 3:2 1:1  | 1:1 3:3 | 6:0 2:2 | 3:3 2:1 | 1:0 3:2 | 3:0 5:2  | 8:2 3:0 | 9  | 6 | 3  | 45-28 | 24 |
| 4  | «Динамо» (Москва)          | 1:4 0:4 | 3:0 2:4 | 2:3 1:1 |          | 0:2 4:1 | 2:1 2:3 | 0:1 3:0 | 1:2 3:2 | 3:2 11:2 | 5:0 9:2 | 9  | 1 | 8  | 52-34 | 19 |
| 5  | «Торпедо» (Красноярск)     | 0:2 1:1 | 0:1 1:6 | 1:1 3:3 | 2:0 1:4  |         | 1:1 1:1 | 2:1 4:3 | 0:7 4:2 | 5:3 5:0  | 1:1 4:4 | 6  | 7 | 5  | 36-41 | 19 |
| 6  | ОДО (Петрозаводск)         | 3:5 1:1 | 3:3 2:3 | 0:6 2:2 | 1:2 3:2  | 1:1 1:1 |         | 1:2 2:1 | 5:1 2:5 | 0:0 3:2  | 4:1 6:4 | 6  | 6 | 6  | 40-42 | 18 |
| 7  | «Водник» (Архангельск)     | 2:3 1:1 | 2:2 3:4 | 3:3 1:2 | 1:0 0:3  | 1:2 3:4 | 2:1 1:2 |         | 1:0 6:2 | 0:1 0:0  | 4:1 6:0 | 6  | 4 | 8  | 37-31 | 16 |
| 8  | «Буревестник» (Москва)     | 1:2 0:5 | 2:4 2:2 | 0:1 2:3 | 2:1 2:3  | 7:0 2:4 | 1:5 5:2 | 0:1 2:6 |         | 0:0 2:0  | 8:2 1:1 | 5  | 3 | 10 | 39-42 | 13 |
| 9  | «Энергия» (Ленинград)      | 0:4 1:4 | 0:0 1:5 | 0:3 2:5 | 2:3 2:11 | 3:5 0:5 | 0:0 2:3 | 1:0 0:0 | 0:0 0:2 |          | 1:2 4:1 | 2  | 4 | 12 | 19-53 | 8  |
| 10 | «Металлург» (Нижний Тагил) | 1:7 1:4 | 0:7 1:6 | 2:8 0:3 | 0:5 2:9  | 1:1 4:4 | 1:4 4:6 | 1:4 0:6 | 2:8 1:1 | 2:1 1:4  |         | 1  | 3 | 14 | 24-88 | 5  |

«Динамо» опередило «Торпедо» по лучшему соотношению забитых и пропущенных мячей. Команда «Металлург» (Нижний Тагил) выбыла в класс «Б».
Большинство игр состоялось в Москве. Матчи, отмеченные в таблице синим цветом, состоялись в Архангельске. Игры, выделенные красным цветом, прошли в Иванове. Встреча ОДО (Хабаровск) — «Металлург», отмеченная зелёным цветом, состоялась в подмосковном Калининграде.

### Составы команд и авторы голов
1. ЦСК МО (Москва) (15 игроков): Евгений Климанов, Анатолий Мельников — Владимир Быков, Михаил Гащенков (2), Виктор Чигирин (2), Анатолий Васильев (2), Борис Рундин (2), Вениамин Быстров (3), Геннадий Водянов (3), Владимир Елизаров (14), Юрий Захаров (5), Игорь Малахов (1), Владимир Меньшиков (5), Анатолий Филатов (6), Лев Шунин (14).
2. ОДО (Свердловск) (17 игроков): Ленин Арефьев, Александр Маскинский — Владимир Глушков, Анатолий Голубев (2), Иван Фролов, Станислав Эйсбруннер, Николай Дураков (2), Феоктист Коптелов (1), Альвиан Кузнецов (4), Николай Назаров, Валентин Атаманычев (11), Иван Балдин (3), Павел Губин (9), Владимир Каравдин (11), Михаил Осинцев (2), Герман Тарасевич (4), Алексей Торговкин (2). По 1 мячу в свои ворота забили Анатолий Васильев (ЦСК МО) и Игорь Зайцев (ОДО, Петрозаводск).
3. ОДО (Хабаровск) (17 игроков): Георгий Волков, Василий Лацейко — Николай Варзин, Анатолий Панин, Георгий Сусарев, Василий Катанаев, Александр Пискунов (1), Александр Торопов (1), Валерий Болотин (2), Анатолий Вязанкин (14), Александр Константинов (4), Михаил Медведев (8), Николай Попов (8), Виктор Смирнов (2), Геннадий Тучков (1), Георгий Хрульков (3), Сергей Эдукарьянц. 1 мяч в свои ворота забил Владимир Смирнов («Буревестник»).
4. «Динамо» (Москва) (19 игроков): Алексей Матчин (13; −21), Сергей Андреев (9; −13) — Сергей Воробьёв (13; 1), Игорь Коркин (13; 0), Иван Моргунов (11; 0), Борис Тарычев (9; 0), Николай Артёмов (8; 0), Александр Луппов (4; 0), Иван Давыдов (18; 2), Владимир Туляков (16; 10), Владимир Филиппов (14; 4), Дмитрий Морозов (11; 0), Александр Суханов (2; 0), Дмитрий Шаповалов (18; 10), Василий Трофимов (18; 12), Владимир Савдунин (12; 1), Юрий Киселёв (12; 4), Георгий Петров (9; 6), Николай Поставнин (9; 2).
5. «Торпедо» (Красноярск) (16 игроков): Николай Быцкевич, Юрий Орлов — Анатолий Бочкарёв (1), Иван Дворников, Кива Дралюк, Владимир Киреев, Анатолий Коротченко (4), Константин Крюков, Владимир Кузьмин, Борис Лесняк, Пётр Логашов (8), Вениамин Луканин (1), Анатолий Мартынов (8), Николай Мартынов (13), Владислав Седякин, Владимир Шаес (1).
6. ОДО (Петрозаводск)  (14 игроков): Воронин, А. Кудряшов — Николай Борцов (8), Виктор Горбунов (7), Евгений Горбунов (5), Юрий Горбунов, В. Григорьев, Владимир Иванов (5), А. Едомский, Епишин, Калганов, Владимир Кармушев (12), Лев Лебедев, Николай Шогин (3).
7. «Водник» (Архангельск) (17 игроков): Носин Белобржек, Алексей Дворов — Валериан Боцманов (6), Фёдор Ваенский, Альберт Вологжанников (10), Анатолий Залесов, Анатолий Жуков (2), Дмитрий Курочкин (4), Борис Морозов (3), Владимир Потапов, Анисим Пушкин (6), Владимир Рябов, Анатолий Солков (5), Анатолий Скворцов, Валентин Сташевский, Лев Фильчагин (1), Николай Ядовин.
8. «Буревестник» (Москва) (15 игроков): Турков, Александр Фомкин — Николай Балашов (1), Владимир Голованов (4), Александр Зайцев (1), В. Комаров, Михаил Мухортов (4), Евгений Папугин (7), Борис Петров, Александр Полевой (6), Булат Сатдыков (13), Владимир Смирнов (1), Андрей Туркин, Борис Туркин (2), Михаил Туркин.
9. «Энергия» (Ленинград) (16 игроков): Михаил Занозин, Николай Финк — Борис Абросимов (1), Владимир Богданов, Борис Вайвод (1), Николай Виханский (3), Егоров, Корнеев, Анатолий Кулёв (5), Виталий Лиштван (1), А. Мальков, Л. Мартынов (3), Анатолий Салакин, Юрий Савин (2), Юрий Уваров, Евгений Флейшер (3).
10. «Металлург» (Нижний Тагил) (14 игроков): В. Молочков — А. Коротков (10), Юрий Коротков, Владимир Марков (3), Р. Мейер, А. Петренёв, Растворов, Семейкин, В. Толкачёв (1), В. Черемных (1), Шаврин, Виктор Шеховцов, Александр Штундель (3), Владимир Юмашев (6).

Лучшие бомбардиры — Анатолий Вязанкин (ОДО (Хабаровск)), Лев Шунин, Владимир Елизаров (оба — ЦДСА) — по 14 мячей.

## Класс «Б»
Соревнования в классе «Б» состоялись в Казани с 20 февраля по 8 марта 1955 года. В этих соревнованиях приняло участие 12 команд: 5 команд, занявших 5 первых мест в чемпионате РСФСР («Шахтёр» (Кемерово), «Урожай» (Перово), «Динамо» (Ульяновск), «Крылья Советов» (Казань) и «Авангард» (Нижний Тагил), две лучшие команды Москвы (из числа не представленных в классе «А») «Крылья Советов»-III и «Шахтёр», чемпион Ленинграда «Энергия»-2, обладатели кубков Казахской — «Искра» (Алма-Ата), Карело-Финской — ОДО-2 (Петрозаводск), Латвийской — ОДО (Рига) и Украинской ССР — ДО (Винница). На предварительном этапе команды были разделены на две подгруппы по 6 команд в каждой. В финальную часть попали по три лучших команды, разыгравших места с 1 по 6. Остальные команды разыграли места с 7 по 12.

### Предварительные соревнования
| М | Подгруппа «А»                 | 1   | 2   | 3    | 4   | 5   | 6    | В | Н | П | Мячи  | О |
| - | ----------------------------- | --- | --- | ---- | --- | --- | ---- | - | - | - | ----- | - |
| 1 | «Динамо» (Ульяновск)          |     | 3:3 | 3:2  | 5:0 | 5:2 | 8:0  | 4 | 1 | 1 | 24-7  | 9 |
| 2 | «Крылья Советов»-III (Москва) | 3:3 |     | 0:1  | 7:2 | 3:1 | 6:0  | 3 | 1 | 1 | 19-7  | 7 |
| 3 | «Шахтёр» (Кемерово)           | 2:3 | 1:0 |      | 1:1 | 1:1 | 12:0 | 2 | 2 | 1 | 17-5  | 6 |
| 4 | «Искра» (Алма-Ата)            | 0:5 | 2:7 | 1:1  |     | 3:2 | 4:0  | 2 | 1 | 2 | 10-15 | 5 |
| 5 | «Энергия»-2 (Ленинград)       | 2:5 | 1:3 | 1:1  | 2:3 |     | 1:0  | 1 | 1 | 3 | 7-12  | 3 |
| 6 | ОДО-2 (Петрозаводск)          | 0:8 | 0:6 | 0:12 | 0:4 | 0:1 |      | 0 | 0 | 5 | 0-31  | 0 |

| М | Подгруппа «Б»             | 1    | 2   | 3   | 4   | 5   | 6    | В | Н | П | Мячи  | О  |
| - | ------------------------- | ---- | --- | --- | --- | --- | ---- | - | - | - | ----- | -- |
| 1 | «Урожай» (Перово)         |      | 5:1 | 2:1 | 2:1 | 5:1 | 10:0 | 5 | 0 | 0 | 24-4  | 10 |
| 2 | «Крылья Советов» (Казань) | 1:5  |     | 2:0 | 6:2 | 2:2 | 4:2  | 3 | 1 | 1 | 15-11 | 7  |
| 3 | «Авангард» (Нижний Тагил) | 1:2  | 0:2 |     | 2:0 | 5:2 | 5:0  | 3 | 0 | 2 | 13-6  | 6  |
| 4 | ОДО (Рига)                | 1:2  | 2:6 | 0:2 |     | 7:2 | 3:1  | 2 | 0 | 3 | 13-13 | 4  |
| 5 | «Шахтёр» (Москва)         | 1:5  | 2:2 | 2:5 | 2:7 |     | 8:0  | 1 | 1 | 3 | 15-19 | 3  |
| 6 | ДО (Винница)              | 0:10 | 2:4 | 0:5 | 1:3 | 0:8 |      | 0 | 0 | 5 | 3-30  | 0  |

### Финальные соревнования
| М | За 1−6 места                  | 1   | 2   | 3   | 4   | 5   | 6   | В | Н | П | Мячи  | О |
| - | ----------------------------- | --- | --- | --- | --- | --- | --- | - | - | - | ----- | - |
| 1 | «Шахтёр» (Кемерово)           |     | 4:2 | 2:0 | 3:3 | 2:2 | 3:2 | 3 | 2 | 0 | 14-9  | 8 |
| 2 | «Крылья Советов»-III (Москва) | 2:4 |     | 5:2 | 1:2 | 3:0 | 1:0 | 3 | 0 | 2 | 12-8  | 6 |
| 3 | «Урожай» (Перово)             | 0:2 | 2:5 |     | 3:0 | 3:0 | 3:2 | 3 | 0 | 2 | 11-9  | 6 |
| 4 | «Авангард» (Нижний Тагил)     | 3:3 | 2:1 | 0:3 |     | 2:3 | 7:2 | 2 | 1 | 2 | 14-12 | 5 |
| 5 | «Крылья Советов» (Казань)     | 2:2 | 0:3 | 0:3 | 3:2 |     | 2:1 | 2 | 1 | 2 | 7-11  | 5 |
| 6 | «Динамо» (Ульяновск)          | 2:3 | 0:1 | 2:3 | 2:7 | 1:2 |     | 0 | 0 | 5 | 7-16  | 0 |

| М  | За 7−12 места           | 1   | 2   | 3   | 4   | 5   | 6   | В | Н | П | Мячи  | О |
| -- | ----------------------- | --- | --- | --- | --- | --- | --- | - | - | - | ----- | - |
| 7  | «Искра» (Алма-Ата)      |     | 2:2 | 3:2 | 0:1 | 2:0 | 6:0 | 3 | 1 | 1 | 13-5  | 7 |
| 8  | «Энергия»-2 (Ленинград) | 2:2 |     | 4:1 | 1:2 | 5:1 | 4:2 | 3 | 1 | 1 | 16-8  | 7 |
| 9  | ОДО (Рига)              | 2:3 | 1:4 |     | 1:1 | 4:1 | 7:2 | 2 | 1 | 2 | 15-11 | 5 |
| 10 | «Шахтёр» (Москва)       | 1:0 | 2:1 | 1:1 |     | 2:3 | 1:2 | 2 | 1 | 2 | 7-7   | 5 |
| 11 | ОДО-2 (Петрозаводск)    | 0:2 | 1:5 | 1:4 | 3:2 |     | 5:4 | 2 | 0 | 3 | 10-17 | 4 |
| 12 | ДО (Винница)            | 0:6 | 2:4 | 2:7 | 2:1 | 4:5 |     | 1 | 0 | 5 | 10-23 | 2 |

Кемеровский «Шахтёр» завоевал право выступать в следующем чемпионате классе «А».
«Шахтёр» (Кемерово) (14 игроков): Виктор Шабловский — Анатолий Журавлёв, Константин Журавлёв, Фёдор Зайцев, Пётр Павлов, Михаил Плешкевич, Владимир Рябинский, Иван Рябовалов, Михаил Савоськин, Алексей Сидоров, Дмитрий Теплухин, Пётр Ванюков, Юрий Загорский, Григорий Игнатов. Тренер — Л. А. Корнилов.

## IV чемпионат РСФСР
Соревнования прошли в два этапа.
На первом этапе с 12 декабря 1954 года по 16 февраля 1955 года прошли зональные турниры. В них приняли участие 55 команд. Команды были разбиты на 8 зон. Зональные турниры проводились в один круг с разъездами.
- Дальневосточная зона. Победитель ОДО (Чита).
- Сибирская зона. Победитель «Шахтёр» (Кемерово).
- Уральская зона. Победитель «Авангард» (Нижний Тагил).
- Нижневолжская зона. Победитель «Динамо» (Ульяновск).
- Верхневолжская зона. Победитель «Крылья Советов» (Казань).
- Северная зона. Победитель «Химик» (Ярославль).
- Центральная зона. Победитель «Динамо» (Курск).
- Подмосковная зона. Победитель «Урожай» (Перово).

### Финальный турнир IV чемпионата РСФСР
Второй этап соревнований состоялся с 6 по 16 февраля 1955 года в Казани.
| М | Команда                   | 1   | 2   | 3   | 4   | 5   | 6   | 7   | 8   | В | Н | П | Мячи  | О  |
| - | ------------------------- | --- | --- | --- | --- | --- | --- | --- | --- | - | - | - | ----- | -- |
| 1 | «Шахтёр» (Кемерово)       |     | 4:1 | 2:1 | 3:7 | 3:1 | 7:2 | 3:1 | 9:1 | 6 | 0 | 1 | 31-14 | 12 |
| 2 | «Урожай» (Перово)         | 1:4 |     | 4:4 | 1:0 | 6:1 | 6:1 | 3:1 | 9:1 | 5 | 1 | 1 | 30-12 | 11 |
| 3 | «Динамо» (Ульяновск)      | 1:2 | 4:4 |     | 3:2 | 4:0 | 4:2 | 2:1 | 6:0 | 5 | 1 | 1 | 24-11 | 11 |
| 4 | «Крылья Советов» (Казань) | 7:3 | 0:1 | 2:3 |     | 1:2 | 5:0 | 3:0 | 5:0 | 4 | 0 | 3 | 23-9  | 8  |
| 5 | «Авангард» (Нижний Тагил) | 1:3 | 1:6 | 0:4 | 2:1 |     | 2:1 | 3:3 | 5:2 | 3 | 1 | 3 | 14-20 | 7  |
| 6 | ОДО (Чита)                | 2:7 | 1:6 | 2:4 | 0:5 | 1:2 |     | 4:2 | 2:1 | 2 | 0 | 5 | 12-27 | 4  |
| 7 | «Динамо» (Курск)          | 1:3 | 1:3 | 1:2 | 0:3 | 3:3 | 2:4 |     | 4:1 | 1 | 1 | 5 | 12-19 | 3  |
| 8 | «Химик» (Ярославль)       | 1:9 | 1:9 | 0:6 | 0:5 | 2:5 | 1:2 | 1:4 |     | 0 | 0 | 7 | 6-40  | 0  |

1. «Шахтёр» (Кемерово) (15 игроков): Виктор Шабловский — Анатолий Журавлёв, Константин Журавлёв, Юрий Загорский, В. Иванов, Григорий Игнатов, Владимир Канин, Пётр Павлов, Михаил Плешкевич, Геннадий Пичугин, Владимир Рябинский, Иван Рябовалов, Михаил Савоськин, Алексей Сидоров, Дмитрий Теплухин.
2. «Урожай» (Перово) (15 игроков): В. Григорьев, А. Медведев — Владимир Голиков, Виктор Ерёмичев, Е. Клюйков, В. Назаров, М. Ротин, Константин Рюмин, В. Саввин, В. Титов, А. Хрусталёв, Николай Худолеев, А. Чухнин, Яков Шеин, Леонид Шлейн.
3. «Динамо» (Ульяновск) (15 игроков): Георгий Волков — Пётр Булдаковский, Михаил Волков, Александр Гаруля, Николай Гунин, Е. Казанкин, Л. Камчарев, Василий Куров, Николай Культин, Георгий Лосев, Г. Петров, В. Самарин, Василий Семячкин, И. Тэн, Сергей Эдукарьянц.

Команды, занявшие 1 — 5 места, завоевали право участвовать в чемпионате СССР 1955 года в классе «Б».